# 仁德庄
仁德庄，為1920年~1945年間存在之行政區，轄屬台南州新豐郡。今台南市仁德區。

## 街庄原名
原屬
- 永康下里之虎尾藔庄
- 長興下里之一甲庄、太子廟庄
- 仁德北里之塗庫庄、新佃庄、崁脚庄
- 仁德南里之田厝庄、上崙仔庄
- 依仁里之港墘庄、中洲庄、二橋庄
  - 塗庫庄改稱仁德[1]

## 行政區劃
初期仁德庄轄域內分為仁德、虎尾寮、一甲、太子廟、新田、崁脚、田厝、上崙子、港墘、中洲、二橋十一個大字。
1940年10月1日虎尾寮併入臺南市，另同時永寧庄廢庄，大字牛稠子、十三甲、車路墘、三甲子、大甲改隸仁德（府令123號），終戰前計有十五個大字。